# Тауер
Лондонський Тауер (англ. the Tower, Tower of London) — фортеця, побудована на північному березі річки Темза, історичний центр міста Лондон. Одна з найстаріших історичних споруд Великої Британії, що довгий час слугувала резиденцією англійських монархів. Сьогодні Тауер є одночасно пам'ятником історії та музеєм, зане́сеним до списку об'єктів, що належать до всесвітньої спадщини ЮНЕСКО.

## Заснування
Заснування Тауера приписується римському імператорові Клавдію. Тоді це був дерев'яний форт, споруджений на південно-східному куті старої римської стіни. Після норманського завоювання Англії Вільгельм І почав зводити оборонні замки. Одним з найбільших і став Тауер. Дерев'яний форт замінили кам'яною будівлею — Великим Тауером, що являв собою чотирикутну споруду, розміром 32 на 36 метрів, висотою близько 30 метрів. Коли пізніше новий король Англії наказав побілити будівлю, вона отримала назву Білий Тауер, або Біла Вежа. Згодом збудували ще кілька башт різної висоти і два ряди міцних фортечних стін. Навколо укріплення викопали глибокий рів, що зробив вежу одним з найнеприступніших укріплень Європи.

## Державна в'язниця

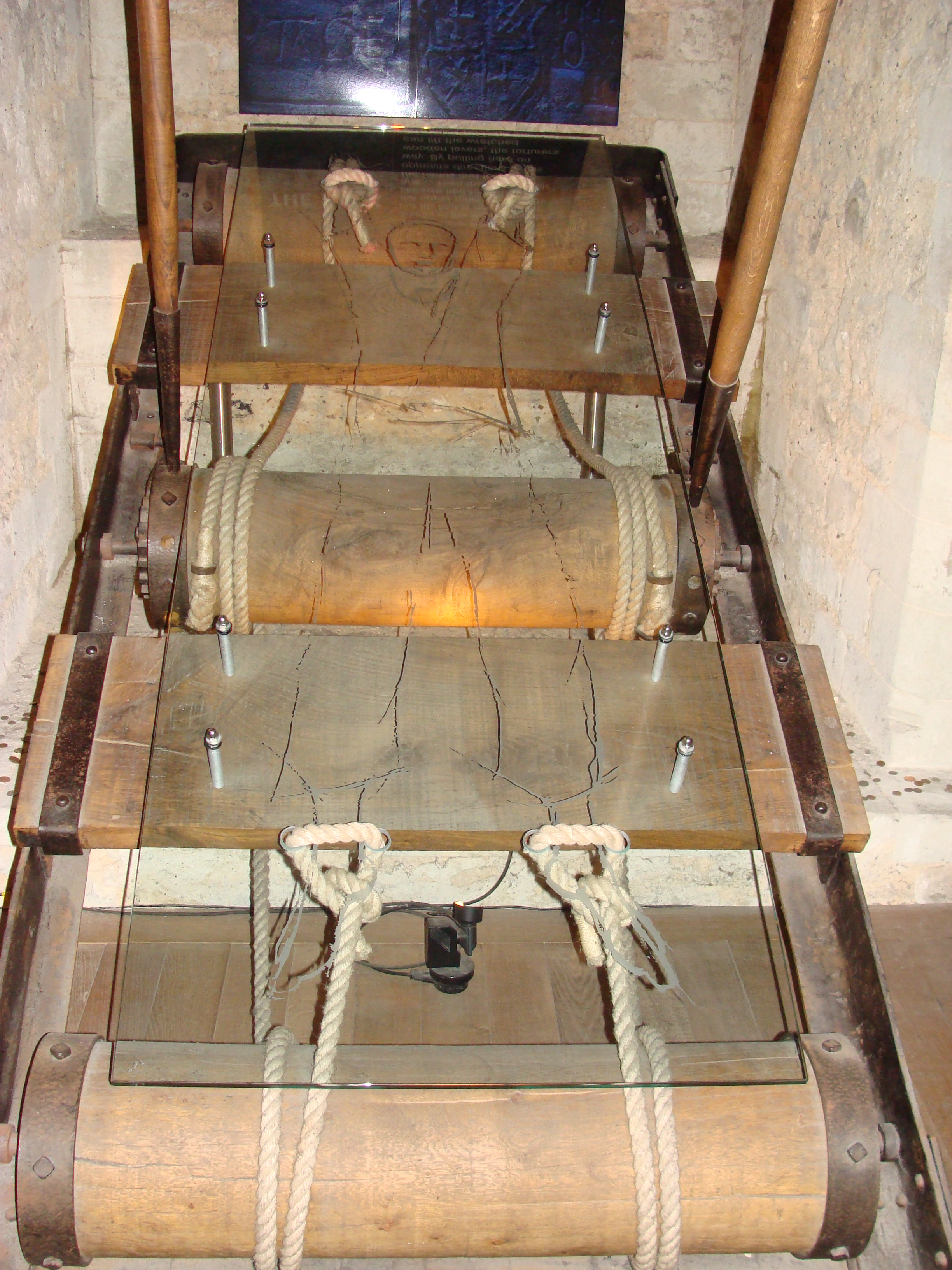
Зала тортур

Першого засудженого ув'язнили в Тауері у 1100 році. На той час він призначався для людей благородного походження і високого звання. Серед найповажніших і високопоставлених арештантів Тауера були королі Шотландії і Франції та члени їхніх родин: Яків І Шотландський, полонені Столітньої війни, король Франції Іоанн ІІ і Карл Орлеанський, а також представники аристократії і священики, звинувачені у зраді. Стіни Тауера також пам'ятають немало страт і вбивств: на території замку були вбиті Генріх VI, а також 12-річний Едуард V і його молодший брат.
В'язнів утримували в тих приміщеннях, які на той момент були вільні. Терміни ув'язнення були різноманітними. Так, Вільям Пенн, засновник англійської колонії в Північній Америці, що отримала назву Пенсільванія, був ув'язнений в Тауері за релігійні переконання і провів там вісім місяців. Карл, герцог Орлеанський, племінник французького короля і видатний поет, після поразки в битві провів у стінах замку приблизно 25 років, поки за нього не виплатили чималий викуп. Придворний Волтер Релі, мореплавець, поет і драматург, намагався скоротити 13 довгих років неволі, працюючи над багатотомною серією книг «Історія світу». Після свого тимчасового звільнення він недовго насолоджувався свободою: зовсім скоро Релі знову був ув'язнений в Тауері, а потім страчений.
Під час Реформації Тауер здобув репутацію похмурого місця тортур. Генріх VIII, одержимий бажанням мати сина-престолонаслідника, розірвав усілякі відносини з Римсько-католицькою церквою і почав переслідувати всіх, хто відмовлявся визнати його главою Церкви Англії. Після того як друга дружина Генріха, Анна Болейн, не змогла народити йому сина, король звинуватив її у зраді. Невдовзі Анна, її брат і четверо інших в'язнів були страчені в Тауері. Немало осіб королівського роду, що представляли загрозу англійському престолу, були також заарештовані і потім страчені.
Юний син Генріха, протестант Едуард VI, що посів трон, продовжив серію жорстоких страт, розпочату його батьком. Коли через шість років Едуард помер, англійська корона дісталась дочці Генріха — Марії, католичці. Не гаючи часу, нова королева наказала стратити 16-річну леді Джейн Грей і її молодого чоловіка, які виявилися пішаками в жорстокій боротьбі за владу. Тепер настав час протестантам накласти головою. Єлизавета, прийомна сестра Марії, провела в стінах Тауера декілька тривожних тижнів.
Хоча у славнозвісній фортеці були ув'язнені тисячі людей, лише п'ять жінок і двоє чоловіків були страчені на території укріплення, що врятувало їх від сорому публічної страти. Троє з цих жінок були королевами — це Анна Болейн, Катерина Говард і Джейн Грей, остання з яких протрималася на престолі лише дев'ять днів. Більша частина інших страт — в основному відрубування голови — проходила на розташованому поряд Тауерському пагорбі. По закінченні процесу тіла відвозили в Тауер і ховали в підвалах каплиці. Як виявилося пізніше, там зберігалося близько 1500 тіл страчених.
У XVII столітті Англія і Тауер на деякий час опинилися в руках Олівера Кромвеля та парламентаріїв, але після того, як на трон знову сів Карл ІІ, тауерська в'язниця особливо не поповнювалася. У 1747 р. на Тауерському пагорбі відбулась остання страта. Однак на цьому історія Тауера як державної в'язниці не закінчилася. Під час Першої світової війни у вежі були ув'язнені і розстріляні 11 німецьких шпигунів. У період Другої світової війни там тимчасово утримувались військовополонені, серед яких декілька днів провів і Рудольф Гесс. Останньою жертвою, страченою в стінах укріплення, став Йозеф Якобс, звинувачений у шпигунстві й розстріляний у серпні 1941 року.

## Зоопарк, монетний двір і королівський арсенал

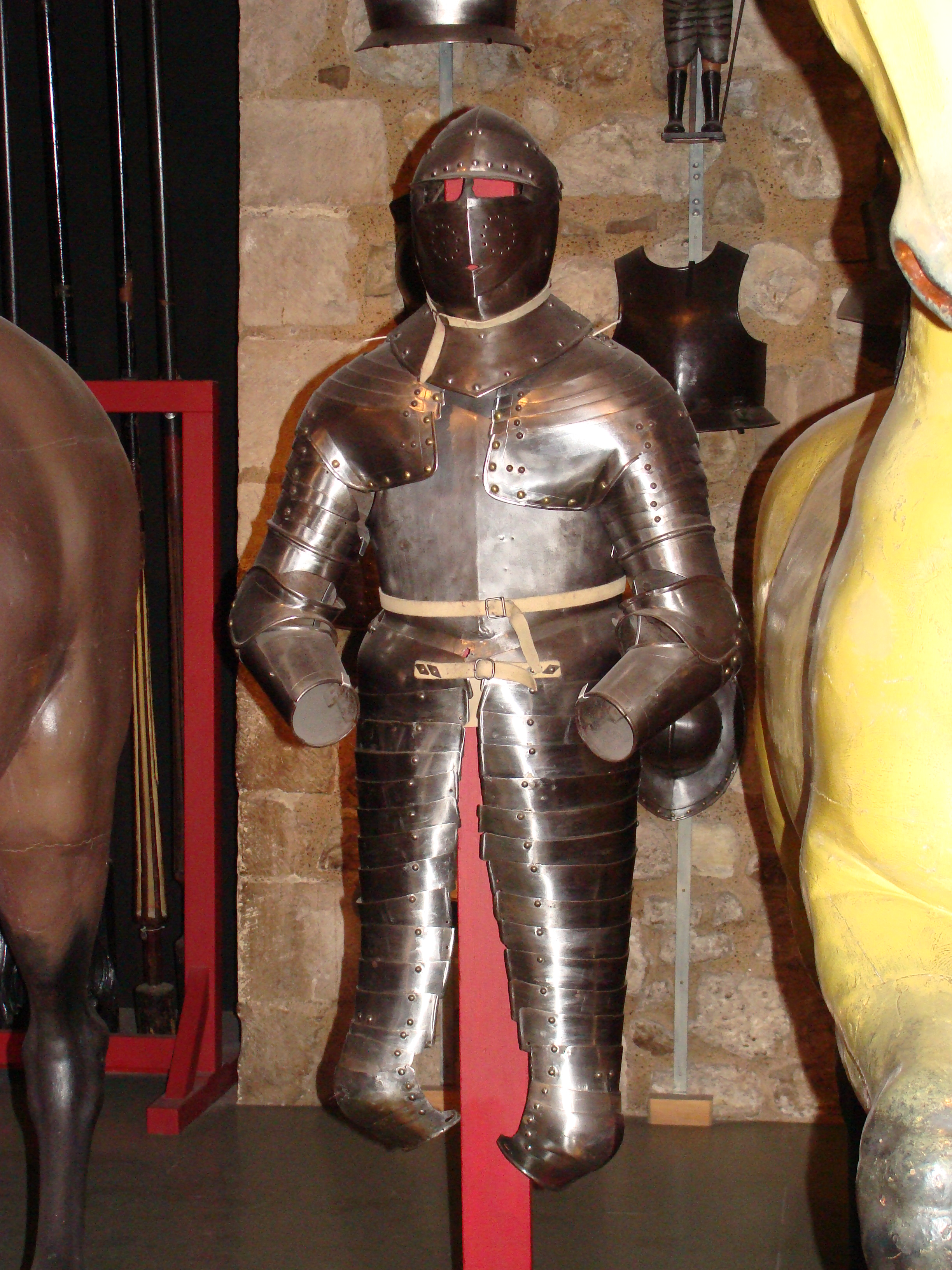
Стара зброярня

На початку XIII ст. Іоанн Безземельний утримував у Тауері левів. Однак виник королівський звіринець, коли наступник Іоанна Генріх ІІІ отримав у подарунок від європейських монархів трьох леопардів, білого ведмедя і слона. Хоча король та придворні тримали тварин лише заради втіхи, одного разу весь Лондон став очевидцем унікальної події, коли ведмідь на прив'язці кинувся в Темзу, аби спіймати рибу. З часом звіринець поповнився ще більшою кількістю екзотичних тварин і за часів Єлизавети І був відкритий для відвідувачів. У 1830-ті роки зоопарк у Тауері закрили, а тварин перевезли в новий зоопарк, який відкрився в лондонському Ріджентс-парку.
Більше 500 років у Тауері знаходився головний відділ Королівського монетного двору. Один з його найбурхливіших періодів припав на правління Генріха VIII, коли монети карбували зі срібла, реквізованого зі зруйнованих монастирів. Крім того, в Тауері зберігались важливі державні та юридичні документи, а також виготовлялася і зберігалася зброя і військове спорядження короля та королівської армії.

## Вартові та королівські регалії
Із самого заснування Тауера його в'язнів і будівлю ретельно охороняли. Але спеціально підібрані вартові фортеці з'явилися у 1485 р. У той час в'язнів часто привозили річкою і заводили в Тауер крізь «Ворота зрадників». Коли обвинувачуваного вели із судового слухання, спостерігачі слідкували за тим, куди була повернута сокира тюремного стражника. Лезо, направлене на в'язня, означало чергову страту.
Вартові охороняють Тауер і до сьогодні. Нині в їхні обов'язки також входить проведення екскурсій для відвідувачів. В особливо урочистих випадках вони одягаються в розкішні костюми часів династії Тюдорів: пурпурові камзоли, гаптовані золотом і увінчані білосніжними комірцями. У звичайні дні вартові одягнуті в темно-сині з червоним мундири Вікторіанської епохи.
Палацовий «рейвенсмастер», або Доглядач воронів, займається тим, що слідкує за зграєю цих птахів, котрі століттями населяють фортецю. Існує легенда, що, якщо ворони покинуть Тауер, Англію спіткає нещастя, тому заради безпеки усієї країни їм підрізають крила.
Вартові королівської скарбниці охороняють знамениті коштовності Британської імперії. Для відвідувачів скарбниця відкрита з XVII ст. Серед коштовних каменів, що прикрашають корони і скіпетри, — якими досі користуються члени королівської сім'ї під час урочистих церемоній, — можна побачити найбільший у світі огранований діамант високої якості — Куллінан І.

## Сучасний вигляд
Сьогодні лондонський Тауер — одна з головних цікавинок Великої Британії. Він майже не змінився з часів минулого. Нагадуванням про моторошну репутацію Тауера слугує місце, де раніше знаходився ешафот Тауерського пагорба. Зараз там встановлена меморіальна дошка в пам'ять «про трагічну долю і часто мучеництво тих, хто в ім'я віри, батьківщини та ідеалів ризикував життям і прийняв смерть». В наш час[коли?] основні будівлі Тауера — музей і зброярська палата, де зберігаються багатства британської корони, — продовжують офіційно вважатися однією з королівських резиденцій. В Тауері також знаходиться ряд приватних квартир.